# Myrmécomorphisme

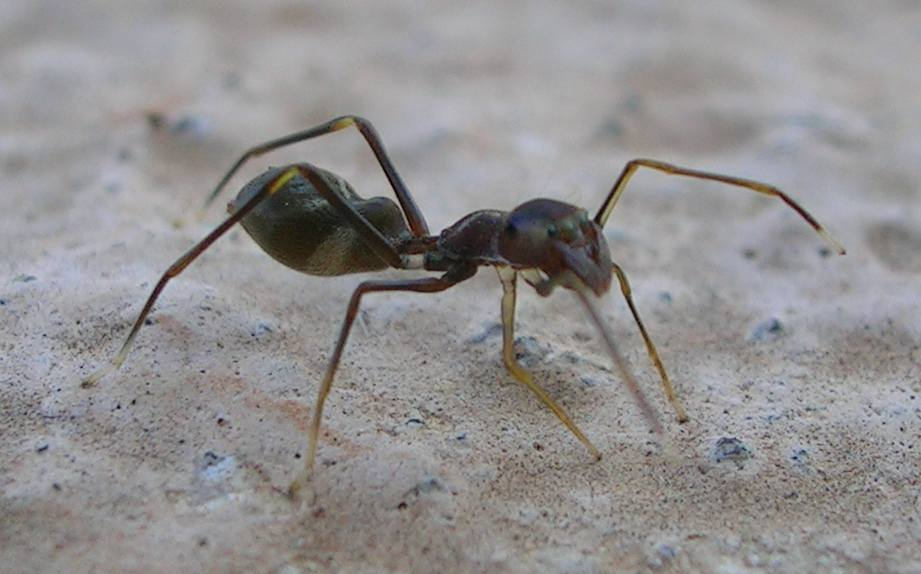
Araignée sauteuse de la famille des Salticidae.

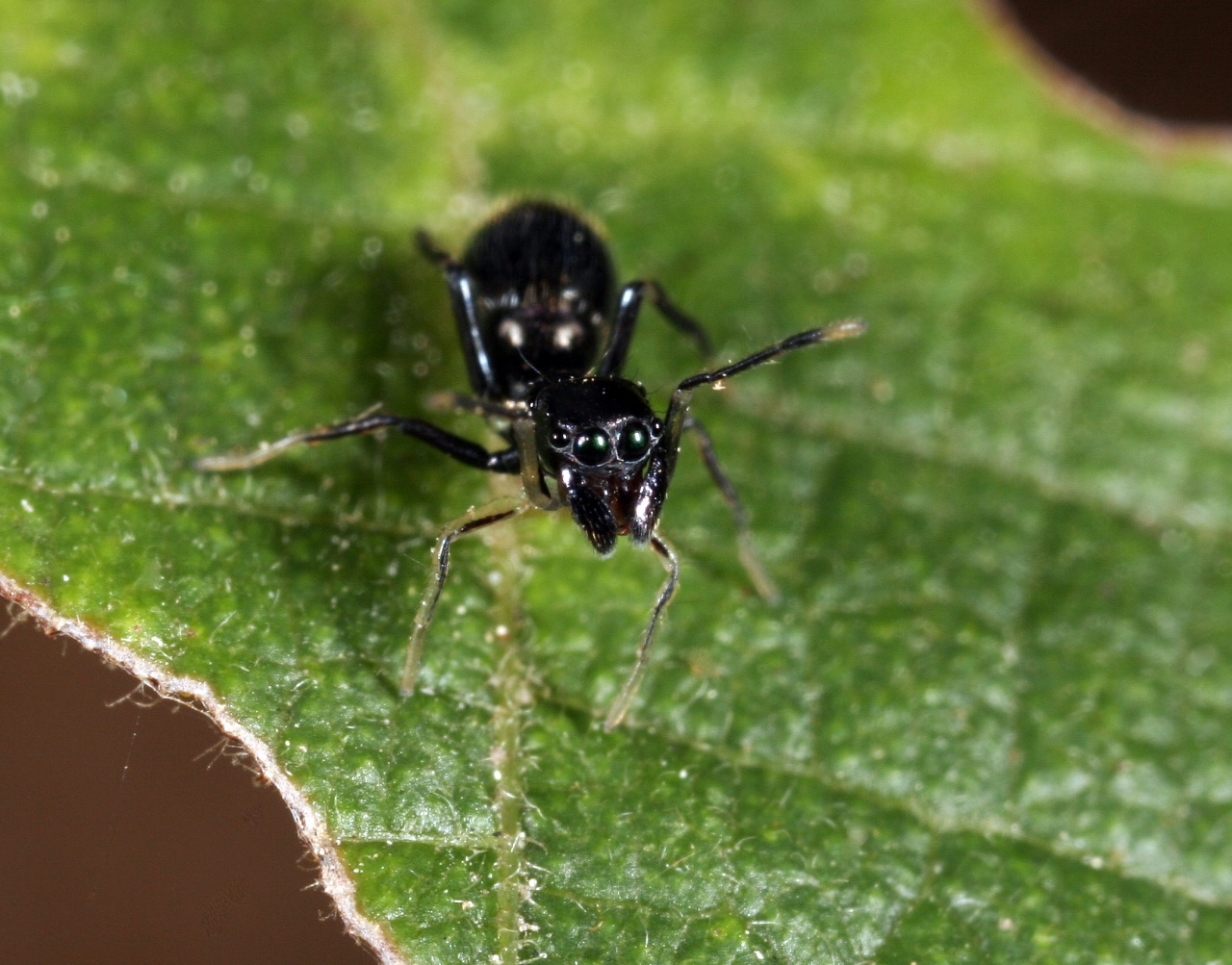
Une autre salticide myrmécomorphe non identifiée. La position des pattes avant rappelle celle des antennes des fourmis.

Le myrmécomorphisme ou myrmécomorphie est le phénomène par lequel un animal imite une fourmi, que ce soit par des traits morphologiques, comportementaux ou chimiques. Il s'agirait d'une forme de mimétisme batésien ; une espèce inoffensive adopte la forme d'une espèce nocive dans le but de décourager les prédateurs. En effet, les fourmis sont généralement évitées par ces derniers en raison de leur indigestibilité et de leur agressivité. On connaît plus de 2 000 espèces d'araignées et d'insectes myrmécomorphes.

## Diversité des myrmécomorphes

### Arachnides

#### Araignées

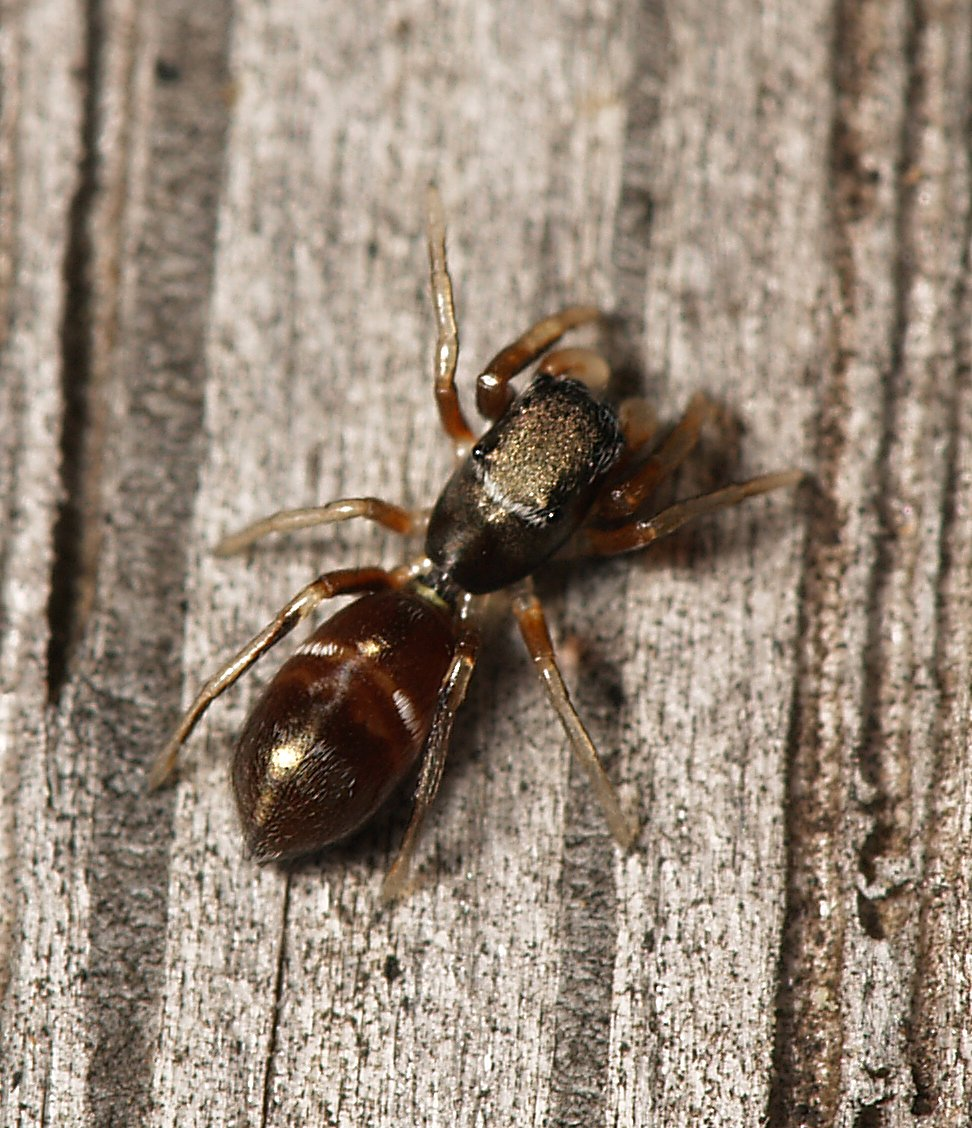
Synageles venator, un exemple de Salticidae myrmécomorphe.

Plus de 300 espèces d'araignées ont été qualifiées de myrmécomorphes dans la littérature. Toutefois, le phénomène est plus évident chez certaines espèces que d'autres.
Parmi les exemples les plus impressionnants de myrmécomorphie chez les araignées, on peut citer Sphecotypus niger, Myrmarachne spp. et Castianeira rica. Cette dernière espèce, de la famille des Corinnidae, a la particularité d'imiter plusieurs espèces de fourmis. En effet, le mâle ressemble par sa couleur et sa forme aux fourmis des genres Atta et Odontomachus ; la femelle a l'apparence d'une fourmi de la sous-famille des Ponerinae ; et les juvéniles deux autres formes encore, à différents stades de leur développement.

### Insectes
On connaît 45 familles d'insectes qui comprennent des espèces myrmécomorphes, la plus grande diversité se trouvant au sein des Miridae (Heteroptera).
On peut citer les exemples suivants : 
- chez les Alydidae (Heteroptera) : Alydus calcaratus au stade larvaire ; larves des genres Hyalymenus, Megalotomus et Riptortus[5] ;
- chez les Nabidae (Heteroptera) : larves d'Himacerus mirmicoides[6] ;
- chez les Caliscelidae (Fulgoromorpha) : mâle de Formiscurra indicus[7], décrite en 2011, par raccourcissement de l'abdomen, bulbeux, une tête grossie pour mimer un thorax, et surtout une proéminence du front qui fait croire à une tête en avant du "thorax" !

## Coûts et bénéfices

### Contraintes évolutives
D'un point de vue évolutif, le mimétisme pose un problème morphologique. Les fourmis ont le corps nettement divisé en trois parties (la tête, le thorax et l'abdomen) tandis que les araignées ont le corps divisé en deux parties (le céphalothorax et l'abdomen). Au cours du temps, la forme du thorax s'est modifiée pour montrer un étranglement qui fait croire à deux parties et non une seule. Le problème posé par le nombre de pattes (six chez la fourmi et huit chez l'araignée) et les antennes (présentes chez la fourmi mais absentes chez l'araignée) est résolu par le comportement de l'araignée. L'araignée myrmécomorphe adopte l'attitude d'une fourmi en brandissant sa première paire de pattes à la manière d'antennes bien que ces pattes n'aient pas la même fonction. D'autres ont les chélicères portées vers l'avant, dont on pense qu'elles imitent des fourmis portant des charges.

### Myrmécophagie
Bien que les fourmis soient évitées par de nombreux animaux, elles ont aussi leurs prédateurs. Ces derniers, appelés myrmécophages, s'attaquent évidemment sans réticence aux espèces myrmécomorphes. Comme mentionné ci-haut, certaines espèces myrmécomorphes imitent les fourmis non seulement par leur forme et leur couleur, mais aussi par leurs mouvements et le positionnement de leurs membres. C'est le cas de plusieurs salticidés, qui lèvent deux de leurs huit pattes et les agitent à la manière des antennes des fourmis. Ces espèces arrêtent ce comportement lorsqu'il devient désavantageux. Pour les autres espèces qui ne peuvent « enlever leur déguisement », elles semblent condamnées à payer le prix de leur mimétisme.

### Mimétisme batésien
L'hypothèse du mimétisme batésien pour expliquer le myrmécomorphisme est attrayante, mais n'a pas été souvent testée. Quelques études semblent toutefois la confirmer, du moins pour certains taxons.
Chez les salticidés myrmécomorphes, qui ont fait l'objet de recherches sur différents continents, le mimétisme batésien semble confirmé. Aux Philippines, par exemple, on a montré en laboratoire que trois espèces de mantes (Mantodea) évitent les fourmis et les araignées qui leur ressemblent. Des études similaires menées avec des salticidés en tant que proies et prédateurs montrent que les espèces myrmécomorphes étaient moins susceptibles d'être choisies pour proie que les non-myrmécomorphes par d'autres salticidés,.
Une autre étude visait à déterminer si le mimétisme batésien était sélectionné chez des myrmécomorphes par des oiseaux insectivores, spécifiquement la Mésange bleue. En effet les oiseaux insectivores ignorent les fourmis à cause de l'acide formique produit par celles-ci. Les chercheurs de cette étude ont spécifiquement étudié trois paramètres. Le premier, le temps d'attaque de la mésange ; le deuxième, le nombre d'attaque ; et finalement, la consommation effective de la mésange. En présentant la mésange à différentes paires d'invertébrés, dont une araignée myrmécomorphe imparfaite du genre Phrurolithus et une fourmi Lasius niger, les chercheurs ont noté que les myrmécomorphes étaient autant évitées que les fourmis. Cependant, dès la première attaque, les espèces de Phurolithus étaient entièrement consommées. Ceci démontre que le mimétisme batésien est sélectionné au moins en partie par les oiseaux insectivores.